# Antoniny
Pour les articles homonymes, voir Antoniny (homonymie).
Antoniny (en ukrainien : Антоніни ; en russe : Антонины ; en polonais : Antoniny) est une commune urbaine de l'oblast de Khmelnytskyï, en Ukraine. Sa population s'élevait à 2 359 habitants en 2013.

## Géographie
Antoniny est arrosée par la rivière Ikopot et se trouve à 26 km au nord de Krassyliv et à 44 km au nord de Khmelnytskyï.

## Histoire
La première mention de Antoniny remonte à 1593, sous le nom Holodykivtsi (Голодиківці). En 1629, on y comptait six feux. De la fin du XVIe siècle à 1673, elle était la propriété des princes Zaslavsky, de 1673 à 1720 des Lubomirski, de 1720 à 1851 des Sangouchky et enfin de 1851 à 1917 du comte Potocki. De 1923 à 1962, Antoniny était un centre administratif de raïon. Elle a le statut de commune urbaine depuis 1956.

## Population
Recensements (*) ou estimations de la population :
| 1959* | 1970* | 1979* | 1989* |
| ----- | ----- | ----- | ----- |
| 4 711 | 3 747 | 3 239 | 2 998 |

| 2001* | 2011  | 2012  | 2013  |
| ----- | ----- | ----- | ----- |
| 2 692 | 2 401 | 2 386 | 2 359 |